# Bielany

Bielany är ett distrikt i Warszawa, beläget i den norra delen av staden.
Före den nya administrativa indelningen av Warszawa[när?] var Bielany en del av Żoliborz. Idag är Bielany ett självständigt distrikt. Bielany gränsar till Żoliborz i sydost och Bemowo i sydväst. Den nordöstra gränsen utgörs av Wisłafloden. Den nordvästra gränsen är även Warszawas gräns.